# Elizabeth Woodville

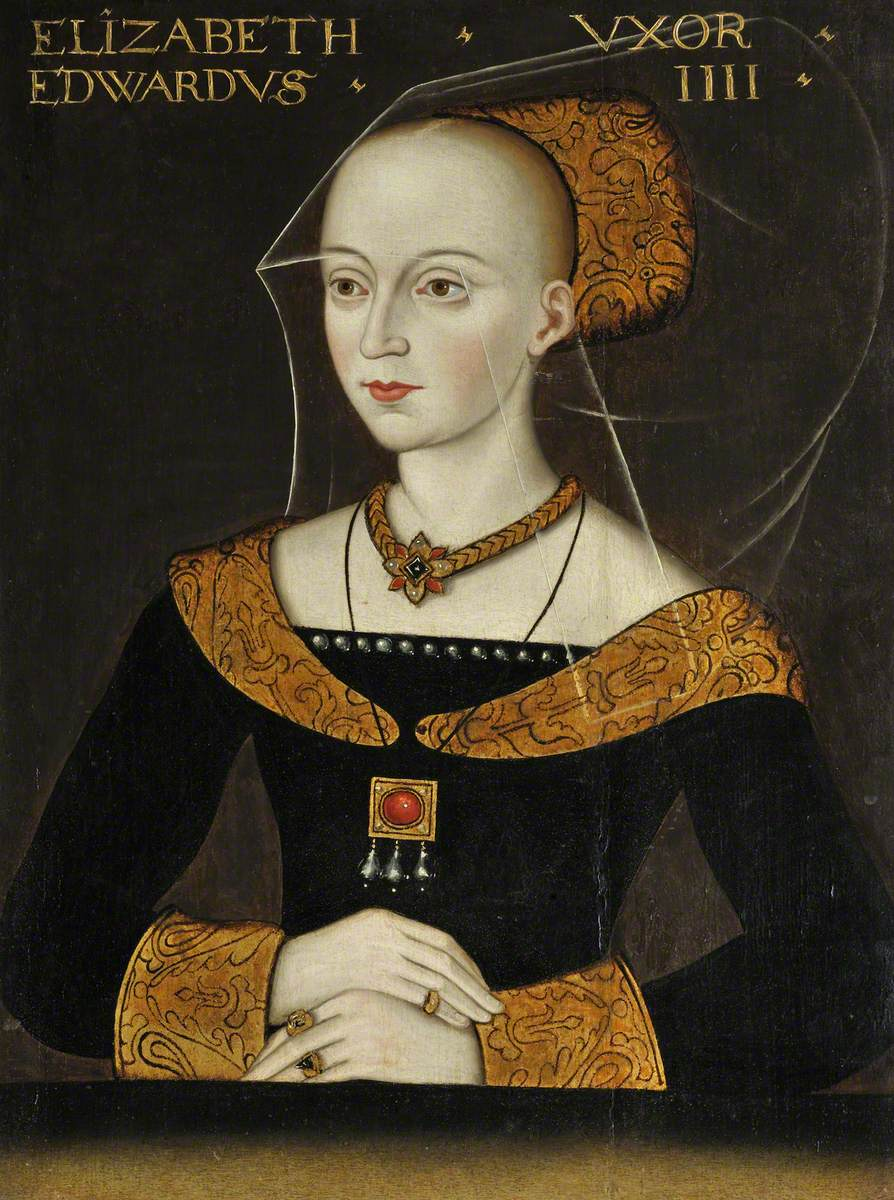
Elizabeth Woodville

Elizabeth Woodville (auch Wydeville * um 1437 in Grafton Regis, Northamptonshire; † 8. Juni 1492 in Bermondsey, Surrey) war als Ehefrau Eduards IV. von 1464 bis 1483 Königin von England, die erste seit der Normannischen Eroberung 1066, die im Land selbst geboren war.
Als älteste Tochter von Sir Richard Woodville, später 1. Earl Rivers, und dessen Frau Jacquetta von Luxemburg entstammte sie väterlicherseits einer eher unbedeutenden Familie, mütterlicherseits dem Hochadel. Dies und der Umstand, dass sie verwitwet war, machten ihre heimliche Ehe mit dem König zu einem Skandal. Elizabeth Woodville spielte eine wichtige Rolle in den englischen Rosenkriegen und ist eine der schillerndsten Frauenfiguren der englischen Geschichte.
Zu ihren 12 Kindern gehören die Prinzen im Tower und Elizabeth of York, die mit Heinrich VII., dem ersten König aus dem Haus Tudor, verheiratet war. Über diese Tochter wurde sie zur Großmutter König Heinrichs VIII. sowie zur Urgroßmutter der Monarchen Eduard VI., Maria I. und Elisabeth I. Über ihre Ururenkelin, Maria Stuart ist sie außerdem Vorfahrin der auf die Tudors folgenden Stuart-Könige und letztlich des heutigen Königshauses Windsor.

## Frühe Lebensjahre
Elizabeth wurde höchstwahrscheinlich um 1437 in Grafton Regis in Northamptonshire geboren. Sie war das erste Kind von Jacquetta von Luxemburg und Richard Woodville, dessen heimliche Heirat für Aufruhr am Königshofe gesorgt hatte. Jacquetta war nämlich von hochadligem Stand und von 1433 bis 1435 mit dem Onkel des englischen Königs – dem Duke of Bedford – verheiratet gewesen, wohingegen Richard im Dienste des Herzogs gestanden war. Wann oder wie genau die Beziehung zwischen Jacquetta und Richard begonnen hatte, ist ungewiss, aber bekannt ist, dass Richard der Krone im März 1437 für seine nicht bewilligte heimliche Heirat eine Geldstrafe von 1000 Pfund zahlen musste. Als der Herzog von Bedford 1435 gestorben war, hatte Jacquetta nämlich ein großzügiges Wittum unter der Bedingung erhalten, dass sie nicht ohne das Einverständnis des Königs wieder heiraten durfte. Sie war zu der Zeit eine der bedeutendsten Frauen Englands und deshalb eine wichtige Partie auf dem Heiratsmarkt, die zu wertvollen Allianzen zwischen England und anderen Ländern führen konnte. Im Oktober 1437 wurden Jacquetta und Richard offiziell begnadigt.
Aufgrund des Quellenmangels ist kaum etwas über Elizabeths Kindheit und Jugend in Grafton bekannt. Ungefähr drei Jahre nach ihrer Geburt kam ihr Bruder, Anthony Woodville, zur Welt. Insgesamt hatte sie dreizehn Geschwister, u. a. Anne, John, Lionel (der später Bischof von Salisbury wurde) und Katherine. Elizabeth und Anne hatten offenbar ein gutes Verhältnis zueinander, weil Anne später zur Hofdame ihrer Schwester ernannt wurde. Schon damals galt Elizabeth in der Nachbarschaft als aufgewecktes, hübsches Mädchen und ihre Herkunft bzw. der Status ihrer Mutter machte sie bei heiratsfähigen Männern zu einer attraktiven Braut.

### Erste Ehe
Elizabeth heiratete in erster Ehe um 1452 (wobei das Jahr ihrer Hochzeit umstritten ist) Sir John Grey of Groby. Dieser war der älteste Sohn und Erbe von Sir Edward Grey und dessen zweiter Gattin Elizabeth Ferrers, 6. Baroness Ferrers of Groby. Später wurde behauptet, dass Richard Woodville der Zahlung von 200 Mark als Mitgift für seine Tochter Elizabeth zugestimmt habe, wenn diese im Gegenzug von der Seite des Bräutigams ein – drei in den Grafschaften Northamptonshire und Essex gelegene Landgüter umfassendes – Wittum im Wert von nur 100 Mark erhielte. Aus Elizabeths Ehe gingen zwei Söhne, der um 1455 geborene Thomas Grey und der um 1457 geborene Richard Grey, hervor.
Die konfliktreiche Zeit der Rosenkriege sorgte damals in England für viel Blutvergießen und Leid. Als es am 17. Februar 1461 zur erbitterten Zweiten Schlacht von St Albans zwischen den Häusern Lancaster und York kam, wurde Sir John Grey tödlich verletzt, der für die Lancaster-Partei gekämpft hatte. Elizabeth war nun alleinerziehende Witwe und auf Hilfe angewiesen, wenn sie ihren Anspruch auf ihr Wittum und das Erbrecht ihrer Söhne sichern wollte; denn beides wurde ihr von Sir John Greys Mutter nach dessen Tod verwehrt. Lady Ferrers verklagte auch Richard Woodville wegen 125 Mark aus der Mitgift seiner Tochter Elizabeth, die Woodville entweder nicht entrichtet hatte oder für deren Zahlung er keinen Beleg hatte. Elizabeth verlangte offenbar von den Lehnsnehmern ihres Wittums, dass diese es freigaben, doch einer von ihnen weigerte sich. Die Klage Elizabeth vor dem Kanzleigericht auf Herausgabe des Guts konterte ihre Schwiegermutter mit dem Antrag an das Gericht, ihr die Ländereien zu übertragen. Diese mütterliche Not Elizabeths ist Ursprung einer romantischen Legende, die sie in die Arme des schönen York-Königs Eduard IV. treibt und somit zur Wendung ihres Schicksals führt.

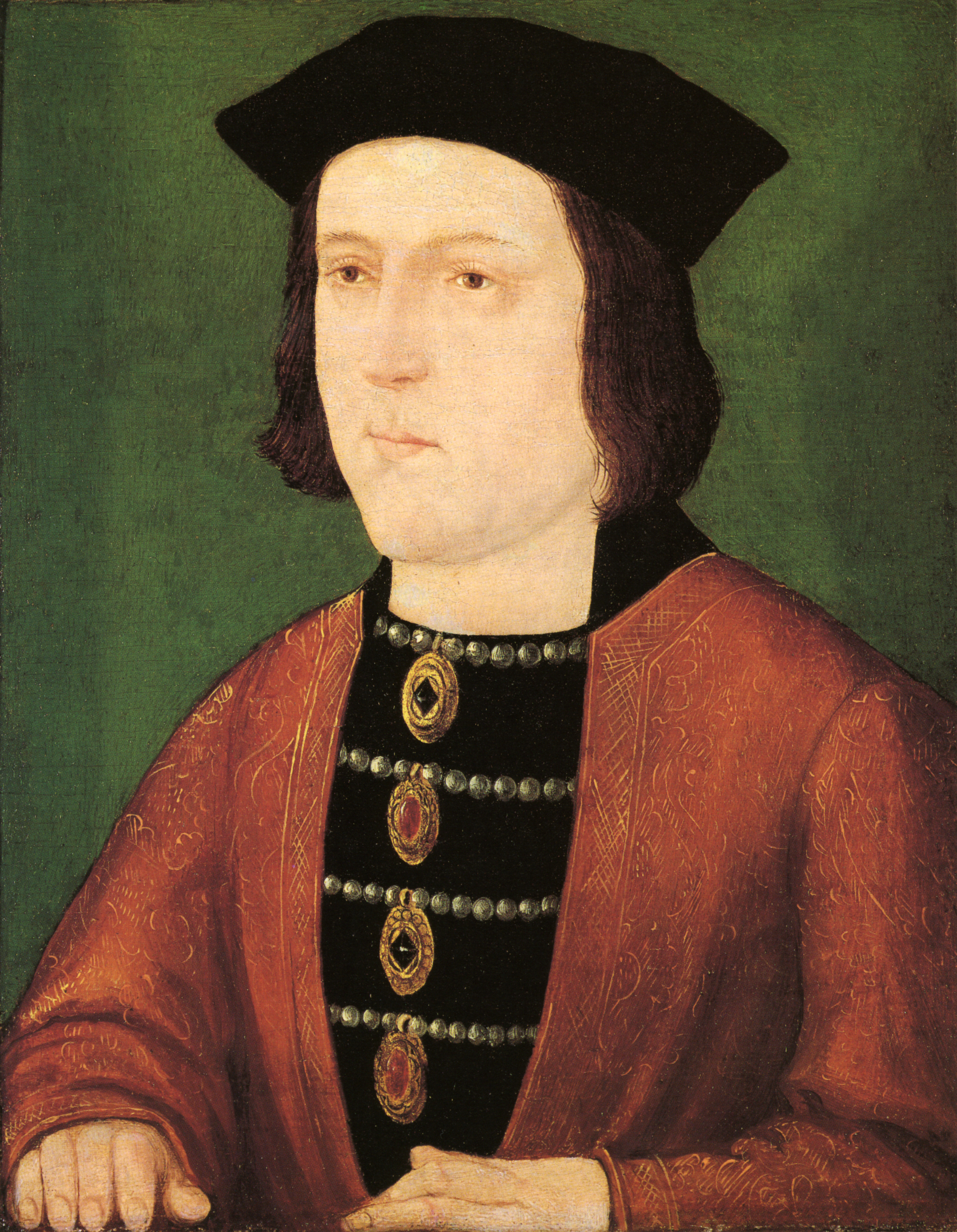
König Edward IV.

## Heimliche zweite Ehe mit Eduard IV.

### Eduard IV.
Eduard IV. kam nach seinem Sieg über die Lancaster-Partei in der Schlacht von Towton (29. März 1461) anstelle des bisherigen Königs Henry VI. an die Macht. Er war zum Zeitpunkt seiner Thronbesteigung ein junger, gut aussehender Mann. Zeitgenossen, wie z. B. Philippe de Commines, beschrieben ihn als einen "stattlichen, freundlichen und energischen" Mann. Er lag mit einer Körpergröße von ca. 1,93 Metern (bzw. "six feet three and a half inches") über dem Durchschnitt und überzeugte nicht nur auf dem Schlachtfeld, sondern auch am Hofe. Anders als Henry VI. trug Eduard gerne prunkvolle Kleider und teuren Schmuck – eine Vorliebe, die sein Enkel Henry VIII. mit ihm teilen würde.
Eduard war das komplette Gegenteil vom alten König: jung, hochgewachsen, kämpferisch und energiegeladen konnte er die Engländer im Hand umdrehen von seinem Können überzeugen. Aber nicht nur bei den Männern war er beliebt, sondern auch bei den Frauen. Es ist allgemein bekannt, dass Eduard – sowohl vor seiner Ehe mit Elizabeth als auch in den Jahren danach – nicht treu war. Er hatte viele Mätressen.

### Eheschließung

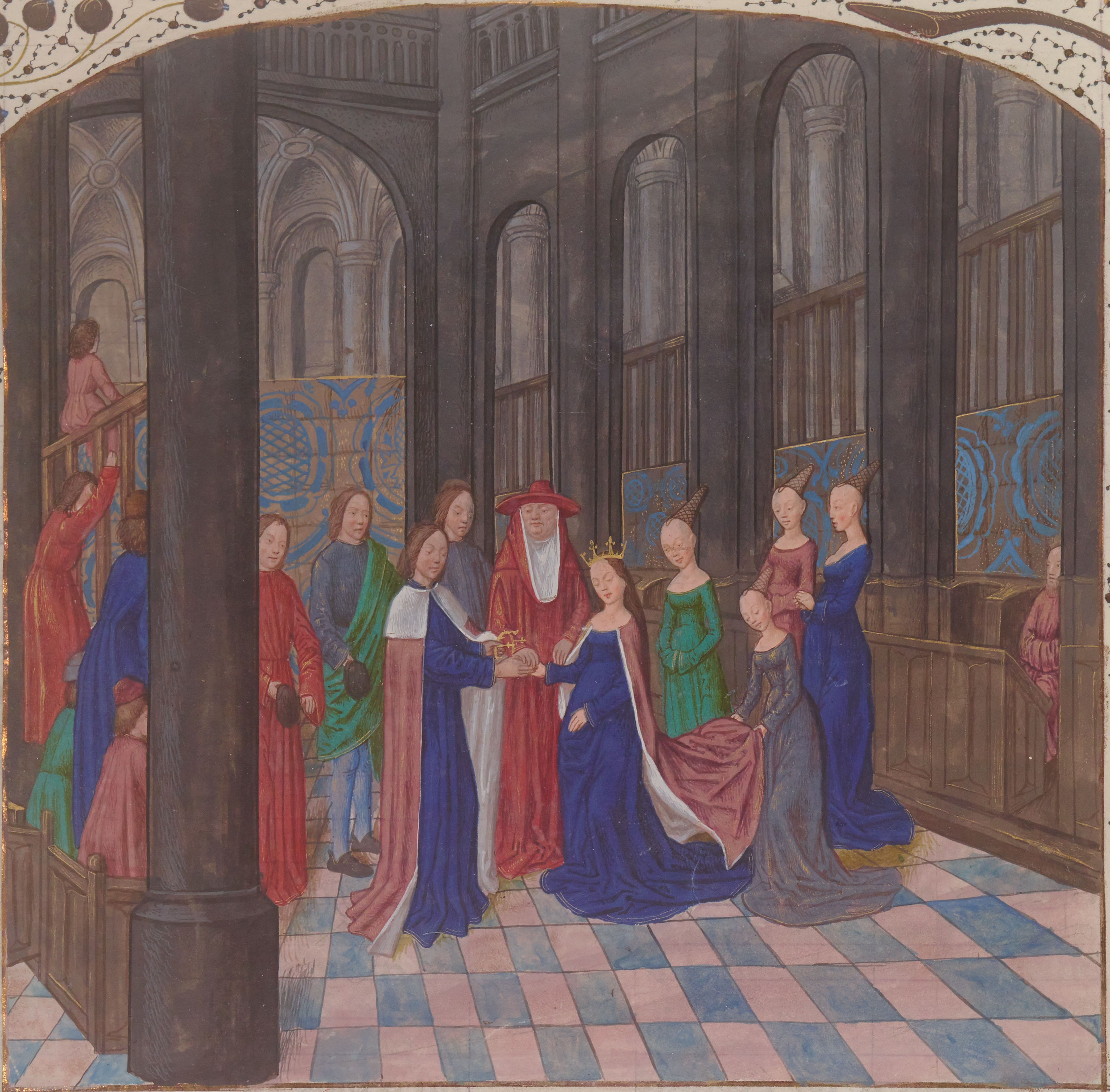
Die Heirat zwischen Elizabeth und Eduard wie sie in der Anciennes Chroniques d'Angleterre von Jean de Wavrin dargestellt wird. 15. Jahrhundert. Elizabeth wird hier mit dunklem Haar dargestellt.

Elizabeths Vater Richard Woodville, der 1448 zum Baron Rivers erhoben worden war, hatte 1461 als Anhänger der Lancaster-Partei an der Schlacht bei Towton teilgenommen, dann aber die Seite gewechselt. Deshalb war er nicht enteignet worden, doch reichte sein Einfluss nicht aus, um seiner Tochter in deren Streit mit ihrer Schwiegermutter helfen zu können. Elizabeth wandte sich daher an William Hastings, 1. Baron Hastings, der ein enger Freund Eduards IV. war und ihr daher Zutritt zum König verschaffen konnte. Hastings nötigte sie aber als Preis für seine Unterstützung, am 13. April 1464 einer Vereinbarung zuzustimmen, der zufolge ihr Sohn Thomas eine noch ungeborene Tochter von Hastings heiraten würde. In dieser Übereinkunft waren noch weitere Hastings begünstigende Klauseln enthalten. Der König sollte das Abkommen am 10. August 1464 bestätigen, doch wurde es bald danach widerrufen.
Die Geschichte von Elizabeths und Eduards erstem Treffen ist zwar weit verbreitet, aber nicht belegt und mutet eher wie eine Legende an. Viele der erzählten Details dürften unhistorisch sein. Nach dieser Erzählung soll Elizabeth mit ihren beiden Söhnen aus erster Ehe unter einer Eiche in einem Wald bei Grafton Regis nahe Stony Stratford in Northamptonshire auf den jungen König gewartet haben. Sie wollte den König bezüglich der Erbangelegenheiten ihrer Söhne um Hilfe bitten und warf sich ihm verzweifelt vor die Füße, als er mit einem kleinen Heer vorbeigeritten kam. Es heißt, dass sie ihn mit ihrer Schönheit so überwältigte, dass er sich in sie verliebte. Berichten zufolge galt Elizabeth als "schönste Frau [...] in ganz Britannien" mit solch "schweren Lidern wie die eines Drachens." Ihr Haar war vermutlich blond, wie man auf zeitgenössischen Abbildungen sehen kann, und sie hatte fein gezupfte Augenbrauen und eine sehr hohe Stirn – die Schönheitsmerkmale im 15. Jahrhundert.
In The Chronicles of the White Rose of York steht, dass Eduard in keiner anderen Frau dieselbe "Weiblichkeit, Weisheit und Schönheit" finden konnte, die Elizabeth ausstrahlte. Er sorgte dafür, dass sie die umstrittenen Landgüter ihres Wittums zurückerhielt. Gemäß der legendären Erzählung wies Elizabeth all seine sexuellen Anträge zurück, die er als Gegenleistung gestellt haben soll, da sie nicht seine Mätresse sein wollte. Eduard war laut Aussage so vernarrt in sie, dass er sich ein Leben ohne sie nicht vorstellen und sie deshalb heiraten wollte.
Die Hochzeit fand nach der überlieferten Datierung am Morgen des 1. Mai 1464 in Grafton statt. Der englische Mediävist Michael Hicks bezweifelt indessen die Exaktheit dieses Datums. Anwesend waren nur das Brautpaar, Elizabeths Mutter, eine Bedienstete, ein die Hochzeitszeremonie durchführender Priester und ein Junge, der die Lieder sang. Der König und Elizabeth heirateten heimlich gegen den Rat seiner Vertrauten wie dessen Cousin Richard Neville, 16. Earl of Warwick, der gerade eine politische Heirat mit Bona of Savoy, der Schwester der französischen Königin, verhandelte. Neben dem sexuellen Aspekt, dem Eduard hier zu folgen schien, hatte die Heirat auch eine politische Komponente, da die Ehe mit einer Witwe eines Lancaster-Anhängers dem York-König zumindest zeitweise Ruhe verschaffte, wobei die Ehe mit einer Angehörigen aus dem niederen Adel ein Skandal war.
Die Ehe wurde zunächst sorgfältig geheim gehalten. Ein oder zwei Tage nach der Hochzeit schrieb der König, wie es heißt, eine Nachricht an Elizabeths Vater, Lord Rivers, dass er ihn besuchen werde. Diesmal ging er öffentlich nach Grafton und weilte dort als Rivers’ Gast. Um keinen Verdacht zu erregen, brachte er die meiste Zeit mit dem Jagen zu und kam mit Elizabeth nur heimlich und nicht eher zusammen, als bis Elizabeths Mutter überzeugt war, dass die restliche Familie sich zur Ruhe begeben hatte. Nach einem Aufenthalt von vier Tagen reiste er wieder ab. Erst als Warwicks Verhandlungen bezüglich Eduards Vermählung mit Bona von Savoyen immer weiter gediehen, machte der König seine Heirat mit Elizabeth auf der im September 1464 zu Reading abgehaltenen Versammlung der Peers öffentlich bekannt. Ein jüngerer Bruder des Königs, George Plantagenet, 1. Duke of Clarence, und der Earl of Warwick missbilligten zwar die Heirat, nahmen aber Elizabeth mit scheinbarer Freundlichkeit an der Hand und stellten sie den Lords vor, von denen sie in Eduards Gegenwart als Königin anerkannt und begrüßt wurde.

## Politische Rolle als Königin und Heiratspolitik
Auf einer Versammlung in Westminster im Dezember 1464 wurde Elizabeth ein jährliches Einkommen von 4000 Mark bewilligt. Am 23. März 1465 wurde sie feierlich zu Shooter’s Hill eingeholt und nach dem Tower geleitet. Bald danach ließ sie sich, um die Neugier des Volkes zu befriedigen, in einer Sänfte durch die belebtesten Straßen Londons tragen. Am 26. Mai 1465 fand ihre Krönung in der Westminster Abbey statt, bei welcher Gelegenheit eine Woche lang Gelage, Turniere und öffentliche Lustbarkeiten veranstaltet wurden.
Indessen stieß Eduards Eheschließung auf breite Ablehnung. Sie hatte keinen offensichtlichen politischen Nutzen und konnte den französischen König Ludwig XI. wegen der Zurückweisung Bonas von Savoyen verärgern. Die Braut entstammte zudem väterlicherseits nur dem niederen Adel und wurde daher einer Eheverbindung mit dem König als unwürdig betrachtet; und außerdem wollten ihre zahlreichen Verwandten rasch hohe Ämter ergattern. Der italienische Humanist Polydor Vergil meinte, dass Eduard IV. bei der Wahl seiner Braut von blinder Leidenschaft beseelt gewesen sei und die Staatsräson außer Acht gelassen habe. Verschiedene Adlige, die über Elizabeths Erhebung zur Königin grollten, behaupteten, der unerfahrene König sei durch die List von Elizabeth und ihrer Mutter Jacquetta getäuscht und zu seiner Einwilligung in die Ehe durch Zauberei und Liebestränke verführt worden, worauf sich die 1469/70 gegen Jacquetta erhobene Anklage wegen Zauberei gründete.
Elizabeth erhielt eine Morgengabe aus Ländereien des Kronguts und des Herzogtums Lancaster. Deren Wert belief sich 1466/67 auf über 4500 Pfund, also bedeutend weniger als früheren Königinnen bewilligte Einkünfte; dafür war ihr tatsächlicher Bezug sicherer. Außerdem wurden u. a. Elizabeths Töchtern weitere Gelder angewiesen. Ihr luxuriöser Haushalt war ihrer hohen Stellung sehr angemessen, wenn auch nicht so kostspielig wie jener ihrer Vorgängerin Margarete von Anjou. Zahlreichen ihrer – auch angeheirateten – Verwandten verschaffte Elizabeth Anstellungen in ihrem Hofstaat. Aus ihnen wählte sie etwa ihren Kammerherrn und ihren Haushofmeister; und ihre Schwägerin Lady Scales ernannte sie zu einer ihrer Hoffräulein. Über ihr Familienleben in ihren ersten Jahren als Königin ist wenig bekannt. Wahrscheinlich verbrachte sie viel Zeit mit ihrem königlichen Gemahl; zumindest ist dokumentiert, dass sie gemeinsam mit ihm 1469 Norwich besuchte.
Die Königin verstand es, Schlüsselpositionen in der Politik schnell und effektiv an ihre Verwandten vergeben zu lassen. So wurde ihr Bruder Anthony Woodville, 2. Earl Rivers, einer der engsten Vertrauten Eduards IV. und Ritter des Hosenbandordens.  Ihr Vater wurde zum Earl Rivers erhoben und zum Constable of England ernannt. Auch in der Heiratspolitik erwies sich die Königin als geschickt. Ihre jüngere Schwester Katherine wurde mit Henry Stafford, 2. Duke of Buckingham, verehelicht, wodurch die Woodvilles mit einer der mächtigsten Familien Englands verschwägert waren. Margaret Woodville vermählte sich mit Thomas FitzAlan, den späteren Earl of Arundel. Auch weitere noch ledige Schwestern der Königin wurden mit hochstehenden und reichen Edelleuten verheiratet. Geradezu lächerlich war die Heirat ihres jungen Bruders John mit der dreimal verwitweten und mit nahezu 70 Jahren mehr als dreimal so alten Katherine Neville, doch hatte die alte Dame Macht und Geld, was die Woodvilles geschickt zu nutzen verstanden. Elizabeths Sohn aus erster Ehe, Thomas, ehelichte 1466 Anne Holland, Nichte Eduards IV. und Erbtochter des Herzogs von Exeter. Er wurde später u. a. zum Marquess of Dorset erhoben.
Inwieweit Elizabeth selbst in den späten 1460er Jahren bedeutendere politische Akzente setzte, ist nur selten nachweisbar. Jedenfalls regte sie 1465 ihren Bruder Anthony Woodville dazu an, Antoine, genannt Bastard von Burgund, unehelicher Sohn des Herzogs Philipp des Guten, eine Herausforderung zu einem Zweikampf bei einem Turnier zu übermitteln. Der Bastard nahm die Herausforderung sofort an, doch fand das berühmte Turnier erst im Juni 1467 statt. Es gehörte in den Rahmen der von den Woodvilles geförderten englischen Annäherungspolitik an Burgund.

## Rolle während der kurzzeitigen Entmachtung Eduards IV.
Dass Elizabeths Verwandte zu vielen hohen Ämtern und immer größerem politischem Einfluss am Hof Eduards IV. gelangten, missfiel insbesondere Mitgliedern der Adelsfamilie der Nevilles. Richard Neville, 16. Earl of Warwick, genannt „der Königsmacher“, verheiratete am 11. Juli 1469 seine Tochter Isabella in Calais ohne Erlaubnis des Königs mit dessen ehrgeizigem jüngerem Bruder George Plantagenet, 1. Herzog von Clarence. Daraufhin konnte er London besetzen, während seine Parteigänger am 26. Juli 1469 ein königstreues Aufgebot bei Edgecote schlugen. Elizabeths Vater und ihr Bruder John wurden hingerichtet. Der König geriet in die Hand der Rebellen, wurde aber bald befreit; und Warwick und Clarence mussten nach einem missglückten Aufstandsversuch in Lincolnshire im Mai 1470 nach Frankreich flüchten. Mit einem neu aufgestellten Heer kehrte Warwick Anfang Oktober 1470 nach England zurück, woraufhin Eduard IV. sich eilig einschiffte und nach Holland rettete.
Elizabeth war mit ihrer Familie im Tower geblieben, den sie gegen einen potentiellen feindlichen Angriff hatte befestigen lassen. Auf die Nachricht von der Flucht ihres Gatten begab sie sich aber mit ihrer Mutter und ihren drei Töchtern in die Westminster Abbey. Hier erhielt die hochschwangere Königin Kirchenasyl und gebar am 2. November 1470 den späteren Thronfolger Eduard V. Unterdessen wurde Heinrich VI. wieder auf den Thron gesetzt, obwohl Warwick die Regierung führte. Eduard IV. landete am 14. März 1471 mit in Burgund angeworbenen Söldnern an der Mündung des Humber, befreite Elizabeth aus ihrer Gefangenschaft und quartierte sie in Baynard’s Castle ein, wo er mit ihr eine Nacht verbrachte. Dann zog er in die für ihn siegreich verlaufende Schlacht von Barnet (14. April 1471), in der Warwick fiel, schlug ein von Margarete von Anjou geworbenes französisches Hilfskorps am 4. Mai 1471 bei Tewkesbury und sicherte sich so wieder den englischen Thron. Er ließ Heinrich VI. im Tower umbringen und die bedeutendsten Anführer der Lancaster-Partei hinrichten. 1472 lobte der Speaker des House of Commons die Königin für ihr „frauenhaftes Verhalten und ihre große Standhaftigkeit“ während der monatelangen Absenz ihres Gemahls.

## Spätere Ehejahre

Wappen von Königin Elisabeth

Im September 1471 begleitete Elizabeth ihren königlichen Gemahl auf einer Wallfahrt nach Canterbury. 1472 war sie wieder an seiner Seite, als er Oxford besuchte. Dort wurden sie von ihrem Bruder Lionel Woodville mit einer Rede empfangen. 1472/73 unterstützte Elizabeth den jüngsten Bruder des Königs, Richard, Duke of Gloucester, im Streit mit seinem Bruder George, Duke of Clarence, um das Erbe Warwicks. Anfang 1473 hielt sie sich mit ihrem ältesten Sohn vom König, dem kleinen Thronfolger Eduard V., in Wales auf. Nachdem sie dem König bereits vier Töchter und den Thronfolger geboren hatte, brachte sie im August 1473 in Shrewsbury ihren zweiten Sohn, Richard, Duke of York, zur Welt und sicherte so die Thronfolge. In der Folge gebar sie bis 1480 noch drei Töchter und einen dritten Sohn, George, der jedoch als Kleinkind starb. Neben den beiden älteren Söhnen überlebten fünf Töchter ihren Vater Eduard IV.
In den 1470er Jahren beherrschten enge Verwandte der Königin den Berater- und Vormundschaftsrat ihres Sohns Eduard in Wales, und Elizabeth selbst verwaltete die Ländereien ihres jüngeren Sohns Richard in Norfolk, nachdem er 1478 als Kleinkind mit Anne Mowbray, der fünfjährigen Erbtochter des Herzogs von Norfolk, verheiratet worden war. König Eduard IV. hatte unterdessen Elizabeth zur Hauptvollstreckerin seines 1475 aufgesetzten Testaments ernannt. Er traf darin aber keine besonderen Bestimmungen für sie, die über ihr Wittum hinausgingen, außer dass er ihr einige Güter seines Haushalts als Privateigentum zusicherte und verfügte, dass jene Mitgiften, die er seinen Töchtern vermachte, von ihrer Zustimmung zu den von ihnen geschlossenen Ehen abhängig sein sollten. Trotz seiner Leidenschaft für Elizabeth hatte Eduard IV. Affären mit mindesten zwei Geliebten und zwei außereheliche Kinder. Die Feindschaft, die der jüngere Bruder des Königs, George, Duke of Clarence, Elizabeth entgegenbrachte, zeigte sich anlässlich des Todes seiner Gemahlin Isabella Neville († 22. Dezember 1476). Er führte nämlich ihr Ableben auf von Dienern der Königin verabreichtes Gift und von Elizabeth angeblich praktizierte Zauberei zurück. Nach der Ansicht mancher Zeitgenossen war die Königin maßgeblich für die im Februar 1478 erfolgte Hinrichtung von Clarence verantwortlich. Sie befürchtete, dass er die Thronfolge ihrer Söhne gefährden könnte.

## Kampf um die Macht und Tod ihrer Söhne
Als Eduard IV. plötzlich nach kurzer Krankheit am 9. April 1483 starb, brach der schon lange schwelende Konflikt zwischen Elizabeth und ihrer Familie, den Woodvilles, auf der einen Seite und Lord Hastings sowie anderen mächtigen Magnaten auf der anderen Seite offen aus. Hastings und Henry Stafford, 2. Duke of Buckingham verbündeten sich mit dem ehrgeizigen jüngeren Bruder des verstorbenen Königs, Richard, Duke of Gloucester, der nach dem Testament Eduards IV. als Lordprotektor die Regentschaft für den erst zwölfjährigen Thronfolger Eduard V. führen sollte. Allerdings war ihm der von der Königinwitwe und ihrem Sohn aus 1. Ehe, Thomas Grey, 1. Marquess of Dorset, beherrschte Privy Council an die Seite gestellt. Dorset kontrollierte auch den Tower und den Kronschatz. Eduard V. weilte damals unter der Obhut eines Bruders der Königinwitwe, Earl Rivers, in Ludlow. Nach dem Beschluss des Privy Council sollte Gloucester ohne Zustimmung eines zu bildenden Regentschaftsrats keine Entscheidungen treffen dürfen. Ferner wurde bereits am 14. April 1483 beschlossen, dass Eduard V. am folgenden 5. Mai gekrönt würde. Elizabeth hoffte, hierdurch Gloucesters Protektorat beenden und selbst mit ihrer Familie die Staatsgeschäfte führen zu können. Earl Rivers wurde angewiesen, den jungen König nach London zu geleiten.
Gloucester fing aber seinen jungen Neffen am 30. April 1483 samt der starken, von Earl Rivers befehligten Leibgarde in der Nähe von Northampton bei Stony Stratford ab. Bei dieser Gelegenheit ließ er Earl Rivers und Elizabeths jüngeren Sohn aus ihrer ersten Ehe, Richard Grey, der Eduard V. ebenfalls begleitet hatte, inhaftieren. Die Machtposition des Woodville-Clans war dadurch nachhaltig erschüttert, und Gloucester übernahm mehr und mehr die Kontrolle im Königreich. Elizabeth floh mit ihrem jüngeren Sohn aus ihrer zweiten Ehe, Richard, Herzog von York, und ihren fünf unverheirateten Töchtern wiederum ins Kirchenasyl der Westminster Abbey, wohin sie auch zahlreiche persönliche Wertgegenstände schaffen ließ. Der Erzbischof von York, Thomas Rotherham, soll der Königinwitwe versprochen haben, dass er im Fall der Absetzung Eduards V. ihren jüngeren Sohn Richard krönen würde. Inzwischen zog Gloucester in Begleitung Eduards V. in London ein und erhielt in seiner Eigenschaft als Protektor durch die königliche Ratsversammlung die gesamte Regierungsgewalt übertragen.
Gegen die von Elizabeths Sohn Dorset befehligten Kriegsschiffe wurde auf die Anweisung des Protektors energisch vorgegangen, und Dorset musste ins Exil gehen. Anfang Juni 1483 führte der Privy Council mit Elizabeth Verhandlungen, bei denen sie sich nicht einschüchtern ließ. Am 13. Juni 1483 wurde die Königinwitwe beschuldigt, eine Verschwörung mit Lord Hastings ausgeheckt zu haben. Auf Gloucesters Befehl wurde Hastings sofort ohne Prozess hingerichtet. Drei Tage später konnte der Protektor durch die Vermittlung des Erzbischofs von Canterbury, Thomas Bourchier, erreichen, dass die Königinwitwe ihm auch ihren zweiten Sohn Richard, Herzog von York, übergab.
Noch im Juni 1483 erfolgte der nächste Schlag Gloucesters, indem er Zweifel an der Rechtsgültigkeit von Elizabeths Ehe streute. Hierfür ließ er in London das Gerücht aussprengen, Edwurd IV. sei vor seiner Hochzeit mit Elizabeth schon mit Eleanor Butler verlobt gewesen; daher seien die Ehe Elizabeths mit dem König und folglich auch ihre gemeinsamen Kinder illegitim. Zwar vermochte Gloucester keine Beweise für seine Behauptung vorzubringen, doch war das Parlament durch seine starke Militärpräsenz in Furcht versetzt. Am 23. Juni 1483 vertrat Buckingham Gloucesters Thronanspruch, dem am 25. Juni vom Parlament stattgegeben wurde. Elizabeths Söhne Edward und Richard waren im Tower festgesetzt und tauchten nie wieder auf. Zu den folgenden Ereignissen und Legenden, die sich um diese beiden Kinder ranken, siehe auch die Prinzen im Tower. Earl Rivers und Richard Grey wurden am 25. Juni exekutiert, und am nächsten Tag bestieg der Protektor unter dem Namen Richard III. offiziell den Thron. Durch das ein halbes Jahr später (Januar 1484) erstellte Dokument „Titulus Regius“ verlor Elizabeth ihren Titel als Königinwitwe und wurde wieder zu Dame Elizabeth Grey. Ihren Kindern wurden die Erbrechte abgesprochen.

## Ende der Plantagenets und Aufstieg der Tudors
Elizabeth verblieb mit ihren Töchtern im Kirchenasyl. Es wurden bald Pläne geschmiedet, um einige ihrer Töchter aus der Westminster Abbey zu schmuggeln und heimlich ins Ausland zu bringen. Ein solcher Versuch fand wohl schon im Juli 1483 statt, doch das Komplott kam vor seiner Ausführung ans Licht. Richard III. ließ daraufhin das Kirchengebäude von einer Wache umstellen und vereitelte so die Außerlandesschaffung von Elizabeths Töchtern. Wahrscheinlich unterstützte die Königinwitwe im Herbst 1483 die von Richards ehemaligem Vertrauten, dem Duke of Buckingham, und anderen unzufriedenen Adligen durchgeführte Rebellion. Deren Ziel war, den in der Bretagne als Verbannter lebenden Heinrich Tudor, Earl of Richmond (den späteren Heinrich VII.) als letzten Spross des Hauses Lancaster auf den englischen Thron zu bringen. Richard III. konnte den Aufstand aber rasch unterdrücken und ließ Buckingham am 2. November 1483 hinrichten. Im folgenden Dezember schwor Heinrich Tudor in Gegenwart von Elizabeths Sohn Dorset und anderen exilierten Rebellen, die älteste noch lebende Tochter der Königinwitwe, Elizabeth of York, zu heiraten. Dafür erkannten Dorset und die anderen oppositionellen Adligen Heinrich Tudor als König an. Elizabeth selbst verlor aber offenbar bald darauf die Hoffnung auf den Erfolg des Thronprätendenten. Sie akzeptierte das von Richard III. am 1. März 1484 abgelegte und von den englischen Peers sowie vom Bürgermeister und den Ratsherren von London bezeugte feierliche Versprechen, dass er für ihren Lebensunterhalt sorgen und für ihre Töchter passende Ehemänner finden würde, wenn sie mit ihnen aus der Westminster Abbey käme und sich ihm unterwerfe. Nach dem Verlassen der Abtei schrieb die Königinwitwe ihrem damals in Paris befindlichen Sohn Dorset, er solle ebenfalls seinen Einsatz für die Durchsetzung der Thronansprüche des Earl of Richmond aufgeben. In der Folge ermöglichte Richard III. tatsächlich Elizabeth und ihren Töchtern einen standesgemäßes Lebensstil.
Heinrich Tudor gewann am 22. August 1485 die Schlacht von Bosworth gegen Richard III., der fiel. Nun wurde der Sieger unter dem Namen Heinrich VII. König und heiratete verabredungsgemäß am 18. Januar 1486 Eduards und Elizabeths älteste Tochter Elizabeth of York. Diese Ehe begründete das Königshaus der Tudor und vereinigte die Häuser Lancaster und York. Vorher waren die Ehe Elizabeths mit Eduard IV. erneut als gültig und die Kinder als ehelich deklariert worden.

## Letzte Lebensjahre Elizabeths und Tod
Anfänglich trug Heinrich VII. es Elizabeth nicht nach, dass sie ihm kurz vor seiner Machtergreifung die Unterstützung entzogen und sich mit Richard III. geeinigt hatte. Er setzte sie erstmals in ihre vollen Rechte als Königinwitwe ein. Durch einen Parlamentsbeschluss vom 4. und 5. März 1486 erhielt sie ihre u. a. im Herzogtum Lancaster gelegenen Ländereien ihres Wittums restituiert. Sie war auch Taufpatin von Heinrichs im September 1486 geborenem ältestem Sohn Arthur Tudor. Als Lambert Simnel als Thronprätendent gegen Heinrich VII. auftrat, wurden der Königinwitwe aber im Februar 1487 während einer Ratsversammlung in Sheen ihre Rechte auf den Besitz ihres Wittums wieder entzogen und auf ihre Tochter Elizabeth of York übertragen.
Elizabeth zog sich nun in die Abtei Bermondsey zurück, wo sie ihre letzten fünf Lebensjahre verbrachte. Moderne Biographen bewerten ihr Motiv für diesen Schritt unterschiedlich. Während David Baldwin glaubt, dass Heinrich VII. sie zum Rückzug vom Hof gezwungen habe, nimmt Arlene Okerlund aufgrund von Aktenmaterial vom Juli 1486 an, dass Elizabeth bereits damals ihren Abgang vom Hof plante, um in der Abtei Bermondsey ein religiöses und kontemplatives Leben zu führen. Als Grund, warum sie sich möglicherweise zwangsweise zurückziehen musste, wird u. a. erwogen, dass sie in die Rebellion von Simnel verwickelt gewesen oder zumindest als potentielle Verbündete der Aufständischen betrachtet worden sei.
In der Abtei Bermondsey wurden Elizabeth einige Wohnräume angewiesen, die früher den Earls of Gloucester vorbehalten waren. Außerdem gewährte ihr der König eine Rente von zunächst 400 Mark (dies entsprach etwa 266 Pfund), die im Februar 1490 auf 400 Pfund erhöht wurde. 1487 erwog Heinrich VII. kurzzeitig, Elizabeth mit dem schottischen König Jakob III. zu verheiraten, dessen Gattin Margarethe von Dänemark im Vorjahr verstorben war. Das Eheprojekt zerschlug sich jedoch, und Jakob III. starb im Juni 1488. Laut dem englischen Antiquar John Leland war Elizabeth im November 1489 bei ihrer Tochter, der Königin Elizabeth of York, im Westminster-Palast anwesend, als diese kurz nach der Geburt von Margaret Tudor in ihrem Gemach eine französische, von ihrem Verwandten François, Sieur de Luxembourg, geleitete Gesandtschaft empfing. In Bermondsey erhielt Elizabeth manchmal von ihrer Tochter Cecily of York Besuch, und gelegentlich schaute auch die Königin bei ihr vorbei.
Am 10. April 1492 diktierte die Königinwitwe ihr Testament. Darin sagte sie ausdrücklich, dass sie ihren Kindern keine weltlichen Güter vermachen könne; daher hinterlasse sie ihnen nur ihren Segen. Zwei Monate später starb sie am 8. Juni 1492 im Alter von etwa 55 Jahren in Bermondsey. Da sie kein luxuriöses Begräbnis wünschte, wurde ihr Leichnam zwei Tage danach ohne Glockengeläut auf dem Wasserweg ins Windsor Castle überführt. Am 12. Juni 1492 wurde ihr Leichnam gemäß ihrem letzten Willen in der St George’s Chapel an der Seite Eduards IV. beigesetzt. An dieser Zeremonie nahmen ihre drei jüngsten Töchter Anne, Katherine und Bridget teil; nur die Königin, die ihr viertes Kind erwartete, und Cecily of York blieben ihr fern.

## Bewertung
Elizabeth Woodville steht in der langen Tradition englischer Königinnen, die aktiv auf die Regierung einwirkten und zeitweilig selbst mehr oder minder offen Regierungsverantwortung übernahmen. Stellvertretend seien hier Emma von der Normandie, Mathilde von Flandern, Mathilda von Boulogne und ihre Gegenspielerin, die ehemalige deutsche Kaiserin Matilda, Eleonore von Aquitanien, Isabella von Frankreich und Margarete von Anjou genannt. Elizabeth hat es perfekt verstanden, den König zu steuern, um ihrer Familie Macht und Einfluss zu geben. Sie hat es ebenso perfekt verstanden, noch im Zusammenbruch ihr Leben und das einiger Angehöriger zu retten und gleichzeitig eine Allianz für die Zukunft zu schmieden. Machtbesessen und auf den Vorteil der eigenen Seite aus, war sie eine exzellente Politikerin und gefährliche Gegenspielerin, die die Rosenkriege nicht nur überlebte, sondern über ihren Schwiegersohn Heinrich VII. die Stammmutter aller folgenden Könige von England wurde.

## Nachkommen
Von Sir John Grey
- Thomas Grey, 1. Marquess of Dorset (* um 1455; † 20. September 1501)
- Sir Richard Grey (* um 1457; † 25. Juni 1483)

Von König Eduard IV.
- Elizabeth of York (* 11. Februar 1466; † 11. Februar 1503) ⚭ Heinrich VII.
- Mary Plantagenet (* 11. August 1467; † 23. Mai 1482)
- Cecily Plantagenet (* 20. März 1469; † 24. August 1507), ⚭ (1) John Welles, 1. Viscount Welles, ⚭ (2) Thomas Kyme
- Eduard V. (* 2. November 1470; † vermutlich 1483)
- Margaret Plantagenet (* 10. April 1472; † 11. Dezember 1472)
- Richard of Shrewsbury, 1. Duke of York (* 17. August 1473; † verm. 1483) ⚭ Anne Mowbray
- Anne Plantagenet (* 2. November 1475; † 23. November 1511) ⚭ Thomas Howard, 3. Duke of Norfolk
- George Plantagenet, 1. Duke of Bedford (* März 1477; † März 1479)
- Katherine Plantagenet (* 14. August 1479; † 15. November 1527) ⚭ William Courtenay, 1. Earl of Devon
- Bridget Plantagenet (* 10. November 1480; † 1517), Nonne in Dartford, Kent

## Ahnentafel
|  |                                                             |  |  |  |  |  |  |  |  |  |  |  |  |  |  |  |
|  | 16. Richard de Wydeville                                    |  |  |  |  |  |  |  |  |  |  |  |  |  |  |  |
|  |                                                             |  |  |  |  |  |  |  |  |  |  |  |  |  |  |  |
|  |                                                             |  |  |  |  |  |  |  |  |  |  |  |  |  |  |  |
|  | 8. John Wydeville                                           |  |  |  |  |  |  |  |  |  |  |  |  |  |  |  |
|  |                                                             |  |  |  |  |  |  |  |  |  |  |  |  |  |  |  |
|  |                                                             |  |  |  |  |  |  |  |  |  |  |  |  |  |  |  |
|  | 4. Sir Richard Wydeville of Grafton                         |  |  |  |  |  |  |  |  |  |  |  |  |  |  |  |
|  |                                                             |  |  |  |  |  |  |  |  |  |  |  |  |  |  |  |
|  |                                                             |  |  |  |  |  |  |  |  |  |  |  |  |  |  |  |
|  | 9. Isabel Gobion                                            |  |  |  |  |  |  |  |  |  |  |  |  |  |  |  |
|  |                                                             |  |  |  |  |  |  |  |  |  |  |  |  |  |  |  |
|  |                                                             |  |  |  |  |  |  |  |  |  |  |  |  |  |  |  |
|  | 2. Richard Woodville, 1. Earl Rivers                        |  |  |  |  |  |  |  |  |  |  |  |  |  |  |  |
|  |                                                             |  |  |  |  |  |  |  |  |  |  |  |  |  |  |  |
|  |                                                             |  |  |  |  |  |  |  |  |  |  |  |  |  |  |  |
|  | 20. John Bittlesgate                                        |  |  |  |  |  |  |  |  |  |  |  |  |  |  |  |
|  |                                                             |  |  |  |  |  |  |  |  |  |  |  |  |  |  |  |
|  |                                                             |  |  |  |  |  |  |  |  |  |  |  |  |  |  |  |
|  | 10. Thomas Bittlesgate                                      |  |  |  |  |  |  |  |  |  |  |  |  |  |  |  |
|  |                                                             |  |  |  |  |  |  |  |  |  |  |  |  |  |  |  |
|  |                                                             |  |  |  |  |  |  |  |  |  |  |  |  |  |  |  |
|  | 5. Joan Bittlesgate                                         |  |  |  |  |  |  |  |  |  |  |  |  |  |  |  |
|  |                                                             |  |  |  |  |  |  |  |  |  |  |  |  |  |  |  |
|  |                                                             |  |  |  |  |  |  |  |  |  |  |  |  |  |  |  |
|  | 22. Sir John de Beauchamp                                   |  |  |  |  |  |  |  |  |  |  |  |  |  |  |  |
|  |                                                             |  |  |  |  |  |  |  |  |  |  |  |  |  |  |  |
|  |                                                             |  |  |  |  |  |  |  |  |  |  |  |  |  |  |  |
|  | 11. Joan de Beauchamp                                       |  |  |  |  |  |  |  |  |  |  |  |  |  |  |  |
|  |                                                             |  |  |  |  |  |  |  |  |  |  |  |  |  |  |  |
|  |                                                             |  |  |  |  |  |  |  |  |  |  |  |  |  |  |  |
|  | 23. Joan de Bridport                                        |  |  |  |  |  |  |  |  |  |  |  |  |  |  |  |
|  |                                                             |  |  |  |  |  |  |  |  |  |  |  |  |  |  |  |
|  |                                                             |  |  |  |  |  |  |  |  |  |  |  |  |  |  |  |
|  | 1. Elizabeth Woodville                                      |  |  |  |  |  |  |  |  |  |  |  |  |  |  |  |
|  |                                                             |  |  |  |  |  |  |  |  |  |  |  |  |  |  |  |
|  |                                                             |  |  |  |  |  |  |  |  |  |  |  |  |  |  |  |
|  | 24. Guido (Ligny und St. Pol)                               |  |  |  |  |  |  |  |  |  |  |  |  |  |  |  |
|  |                                                             |  |  |  |  |  |  |  |  |  |  |  |  |  |  |  |
|  |                                                             |  |  |  |  |  |  |  |  |  |  |  |  |  |  |  |
|  | 12. Johann II. (Brienne)                                    |  |  |  |  |  |  |  |  |  |  |  |  |  |  |  |
|  |                                                             |  |  |  |  |  |  |  |  |  |  |  |  |  |  |  |
|  |                                                             |  |  |  |  |  |  |  |  |  |  |  |  |  |  |  |
|  | 25. Mathilde de Châtillon, Gräfin von Saint-Pol             |  |  |  |  |  |  |  |  |  |  |  |  |  |  |  |
|  |                                                             |  |  |  |  |  |  |  |  |  |  |  |  |  |  |  |
|  |                                                             |  |  |  |  |  |  |  |  |  |  |  |  |  |  |  |
|  | 6. Peter I. (St. Pol und Brienne)                           |  |  |  |  |  |  |  |  |  |  |  |  |  |  |  |
|  |                                                             |  |  |  |  |  |  |  |  |  |  |  |  |  |  |  |
|  |                                                             |  |  |  |  |  |  |  |  |  |  |  |  |  |  |  |
|  | 26. Ludwig I. von Enghien                                   |  |  |  |  |  |  |  |  |  |  |  |  |  |  |  |
|  |                                                             |  |  |  |  |  |  |  |  |  |  |  |  |  |  |  |
|  |                                                             |  |  |  |  |  |  |  |  |  |  |  |  |  |  |  |
|  | 13. Marguerite d'Enghien, Gräfin von Brienne und Conversano |  |  |  |  |  |  |  |  |  |  |  |  |  |  |  |
|  |                                                             |  |  |  |  |  |  |  |  |  |  |  |  |  |  |  |
|  |                                                             |  |  |  |  |  |  |  |  |  |  |  |  |  |  |  |
|  | 27. Giovanna di Sanseverino                                 |  |  |  |  |  |  |  |  |  |  |  |  |  |  |  |
|  |                                                             |  |  |  |  |  |  |  |  |  |  |  |  |  |  |  |
|  |                                                             |  |  |  |  |  |  |  |  |  |  |  |  |  |  |  |
|  | 3. Jacquetta von Luxemburg                                  |  |  |  |  |  |  |  |  |  |  |  |  |  |  |  |
|  |                                                             |  |  |  |  |  |  |  |  |  |  |  |  |  |  |  |
|  |                                                             |  |  |  |  |  |  |  |  |  |  |  |  |  |  |  |
|  | 28. Bertrand III del Balzo, Graf von Andria und Squillace   |  |  |  |  |  |  |  |  |  |  |  |  |  |  |  |
|  |                                                             |  |  |  |  |  |  |  |  |  |  |  |  |  |  |  |
|  |                                                             |  |  |  |  |  |  |  |  |  |  |  |  |  |  |  |
|  | 14. Francesco del Balzo, 1. Herzog von Andria               |  |  |  |  |  |  |  |  |  |  |  |  |  |  |  |
|  |                                                             |  |  |  |  |  |  |  |  |  |  |  |  |  |  |  |
|  |                                                             |  |  |  |  |  |  |  |  |  |  |  |  |  |  |  |
|  | 29. Marguerite d'Aulnay                                     |  |  |  |  |  |  |  |  |  |  |  |  |  |  |  |
|  |                                                             |  |  |  |  |  |  |  |  |  |  |  |  |  |  |  |
|  |                                                             |  |  |  |  |  |  |  |  |  |  |  |  |  |  |  |
|  | 7. Margherita del Balzo                                     |  |  |  |  |  |  |  |  |  |  |  |  |  |  |  |
|  |                                                             |  |  |  |  |  |  |  |  |  |  |  |  |  |  |  |
|  |                                                             |  |  |  |  |  |  |  |  |  |  |  |  |  |  |  |
|  | 31. Nicola Orsini, Graf von Nola                            |  |  |  |  |  |  |  |  |  |  |  |  |  |  |  |
|  |                                                             |  |  |  |  |  |  |  |  |  |  |  |  |  |  |  |
|  |                                                             |  |  |  |  |  |  |  |  |  |  |  |  |  |  |  |
|  | 15. Sueva Orsini                                            |  |  |  |  |  |  |  |  |  |  |  |  |  |  |  |
|  |                                                             |  |  |  |  |  |  |  |  |  |  |  |  |  |  |  |
|  |                                                             |  |  |  |  |  |  |  |  |  |  |  |  |  |  |  |
|  | 31. Jeanne de Sabran                                        |  |  |  |  |  |  |  |  |  |  |  |  |  |  |  |
|  |                                                             |  |  |  |  |  |  |  |  |  |  |  |  |  |  |  |
|  |                                                             |  |  |  |  |  |  |  |  |  |  |  |  |  |  |  |

## Darstellungen in den Medien

### Film / TV-Serien
- Richard III (1955): Elizabeth Woodville wurde von Mary Kerridge gespielt.
- The White Queen (2013): Elizabeth Woodville wurde von Rebecca Ferguson gespielt.
- The Hollow Crown, Henry VI and Richard III (2016): Elizabeth Woodville wurde von Keeley Hawes gespielt.
- The White Princess (2017): Elizabeth Woodville wurde von Essie Davis gespielt.

### Romane
- Das Spiel der Könige (2007) von Rebecca Gablé – Nebencharakter
- Die Königin der weißen Rose (2009) von Philippa Gregory – Protagonistin
- Die Mutter der Königin (2012) von Philippa Gregory – Nebencharakter
- Das Erbe der weißen Rose (2013) von Philippa Gregory – Nebencharakter